# レイレ修道院

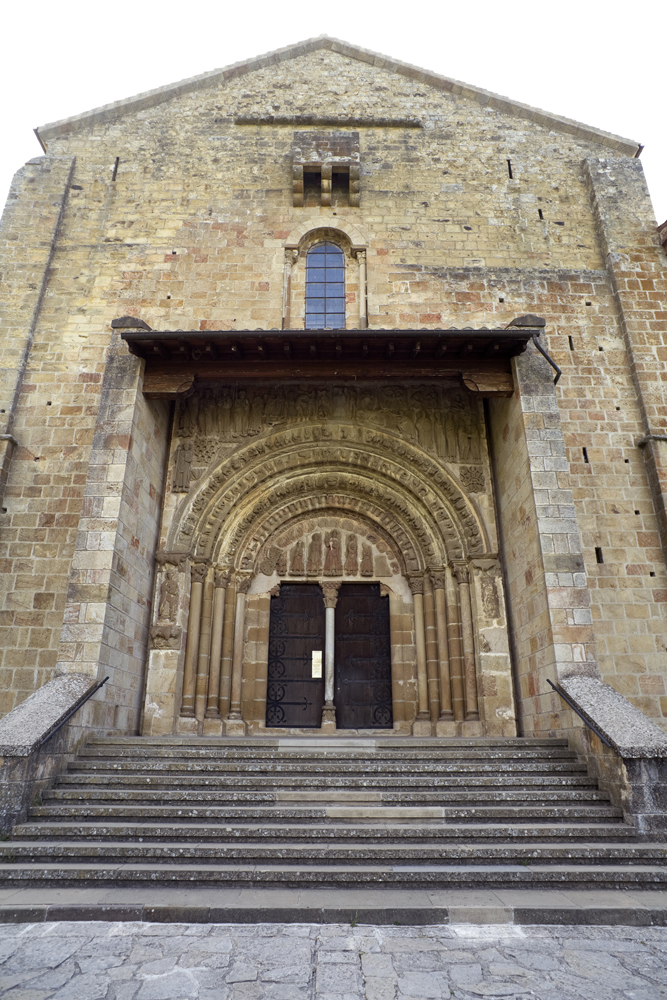
レイレ修道院の教会堂のファサード

レイレ修道院 （スペイン語: Monasterio de Leyre）、サン・サルバドール修道院 （スペイン語: Monasterio de San Salvador de Leyre）はスペインのナバラ州に立地する、ロマネスク様式を見せる現役の修道院。かつてナバラ王国のサンチョ3世はこの修道院をさして「国の心臓」であると賛辞を述べた。また、後のスペイン域内における修道院建築にも影響を与えたとされている。

## 立地
レイレ修道院はナバラ州内でもアラゴン州との境界付近で、レイレ山の中ほどに立地する。基礎自治体（ムニシピオ）で言えばイエサ (en) に属する。サンティアゴ・デ・コンポステーラの巡礼路のうち一番南の「トゥールーズの道」（スペイン域内では『アラゴンの道』と呼ばれる）の、ハカからプエンテ・ラ・レイナの道中にあたる。もっとも、巡礼路との直接的な関連は薄かったと見られている。『巡礼案内記』にはレイレの名は出てこない。ナバラ州の州都パンプローナは西へ52キロメートルで至る。
修道院の南方2キロメートルほどにはイエサのダム（貯水池）(es) とと、それに繋がるアラゴン川が流れる。近隣にはフランシスコ・ザビエルの生家であるザビエル城（サビエル城、ハビエル城）も立地している。

## 歴史
レイレ修道院がいつごろ設立されたかは明らかになっていない。確認できる記録としては、エウロギウスが844年に訪れた際に修道士たちを賞賛した文書があるため、また、パンプローナ王イニゴ・アリスタ（820頃 - 851年）もこの修道院に寄進をしたということから少なくとも起源はそれ以前である。王家の墓所、王子たちの教育場所としても重用されていた。後述のクリプト（『建築』節参照）も9世紀のものとされている。
999年にナバラ王国が後ウマイヤ朝の襲撃を受けた際には修道院も損傷を被ったが、サンチョ3世は修道院の再建に助力した。1014年にはサンチョ3世はサン・セバスティアンの町を修道院領として寄進したりもした。修道院の復旧工事はサンチョ3世の存命中には完了せず、1057年（サンチョ4世の治世）までかかったと見られている。その後も教会堂の改装などは継続された。身廊は1076年ごろ、ファサードは12世紀で、ロマネスクの様式が採用された。もっとも14世紀に身廊はゴシックに変更されている。
11世紀後半になるとサンチョ5世によりさらに複数の礼拝堂、修道院や町をレイレ修道院の傘下として寄進され繁栄した。
ナバラ王家が1234年にフランスのシャンパーニュ伯、テオバルド1世に移行するとレイレ修道院は斜陽を迎えることになる。1239年にはそれまでのベネディクト会からシトー会への譲渡が決定された。この決定はベネディクト会の修道士たちには受け入れがたく、立ち退かずに並存することになる。その後70年間、両会の修道士たちはレイレ修道院内で対立を続けることになり、池田が述べるように「レイレはもはやナバラの霊的中心ではなくなっていた。」のである。
スペインでは1830年代後半 - 1850年代にかけて実施された、教会や修道院の財産没収の政策があった。レイレ修道院も一時期無住となった。その後、1954年にサント・ドミンゴ・デ・シロス修道院（カスティーリャ・レオン州に現存する修道院）からベネディクト会修道士が派遣され、復活を遂げた。
21世紀現在でも日々の勤めが行われる修道院であるとともに、観光客の受け入れを行う観光名所としての側面も持ち健在である。宿泊者のための宿までも備えている。
2014年6月、フェリペ王太子が妃レティシアを伴い、スペイン国王の名代として初めての公式訪問という位置づけで、「ビアナ皇太子国際賞」の授賞式のためにレイレ修道院を訪れた。

## 建築
全体的にはロマネスク建築である。正面を西に持つ教会堂と、南には「王家の霊廟」を備えている。ファサードは「美麗の門」と呼ばれる一つの入り口を持ち、両開きの扉の上部にはタンパンとそれを囲むヴシュール（タンパンを囲むアーチのこと。この集合体がアーキヴォルト）で装飾されている。タンパンに彫られているのは5体の人物像で、キリストを中心としキリストの掲げる手の右側（向かって左）は聖母マリアとペトロ、反対側にはヨハネともう一人は不明、という配置である。ヴシュールには動物や仮面などさまざまな像が配されている。タンパン自体のサイズがヴシュールと比して小さいため、その隙間はパルメットの唐草模様で補完されている。タンパンの人物像とヴシュールの造形の差異ともあわせ、タンパンは別の教会から移設されたのではないかと考えられている。
内部に入ると外陣は単身廊で、一部にロマネスク様式をとどめつつもここだけは後世の改装のため基本的にゴシック様式を見せ、天井にはリブ・ヴォールトが架けられている。そのまま進むと内陣手前で正面に3つの石造ヴォールトを戴くアーケードが構えられており、同じく3つの大小後陣へアプローチしている。中央の後陣に安置されているのは聖母子像である。この後陣は外部から見るとわずかな窓を配するのみの単純な造形ながら、「石材の美を生かしきった」もので、「最大の見所」と評される。建築家の名は記録に残っていないが、ロンバルディアから来た建築家か、あるいはかつてイベリア半島を席巻した西ゴート王国の建築の技を受け継いだ地元の建築家か、もしくはその両者の合作とも考えられている。
今ひとつの名物はクリプトでレイレ修道院の「著名」な見所のひとつとされている。名前のとおり地下にある空間で、上階をささえるためのアーチが多数配置され、そのアーチを支える柱がまた異常に短く（1メートルほど）、圧迫感を受ける空間を作り出している。アーチを支える柱が短いために、目線を上げずに観察できる柱頭はさまざまなデザインが施されており、モサラベやロンバルディアの影響を受けた造形が見られる。プランは三廊式で、上階の内陣と一致している。

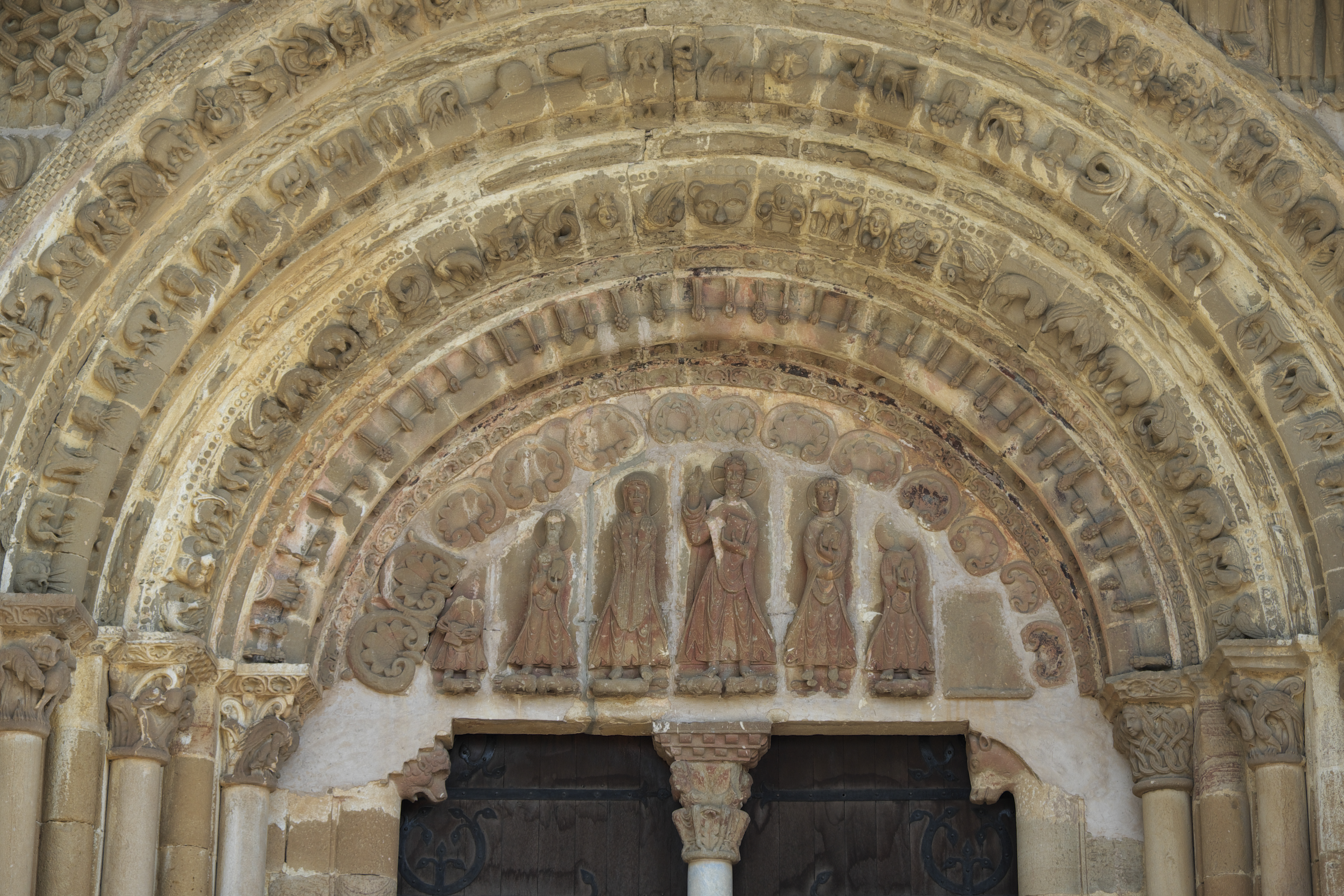
西正面扉のタンパンとヴシュール
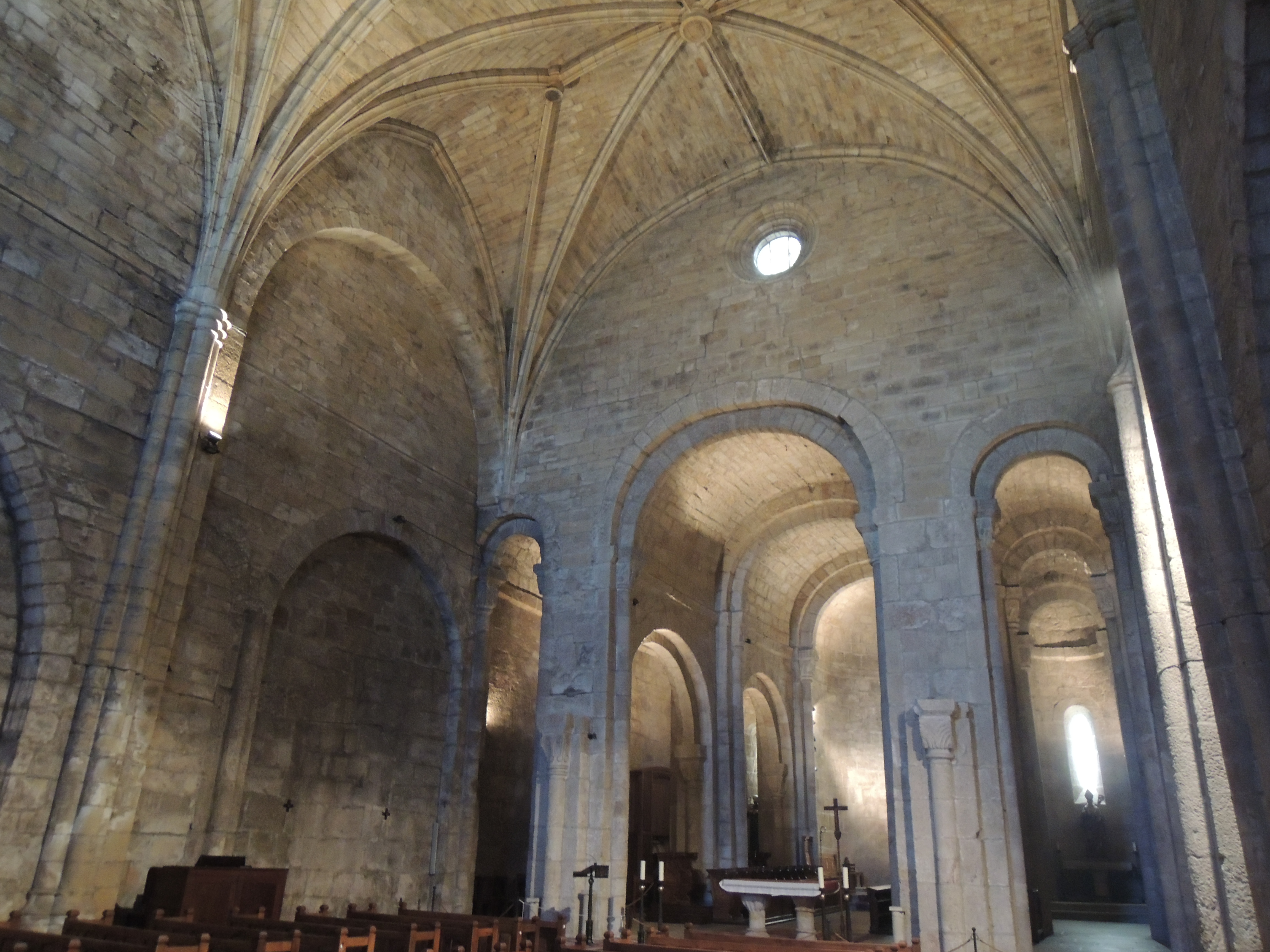
身廊上部のリブヴォールトと内陣へのアーケード
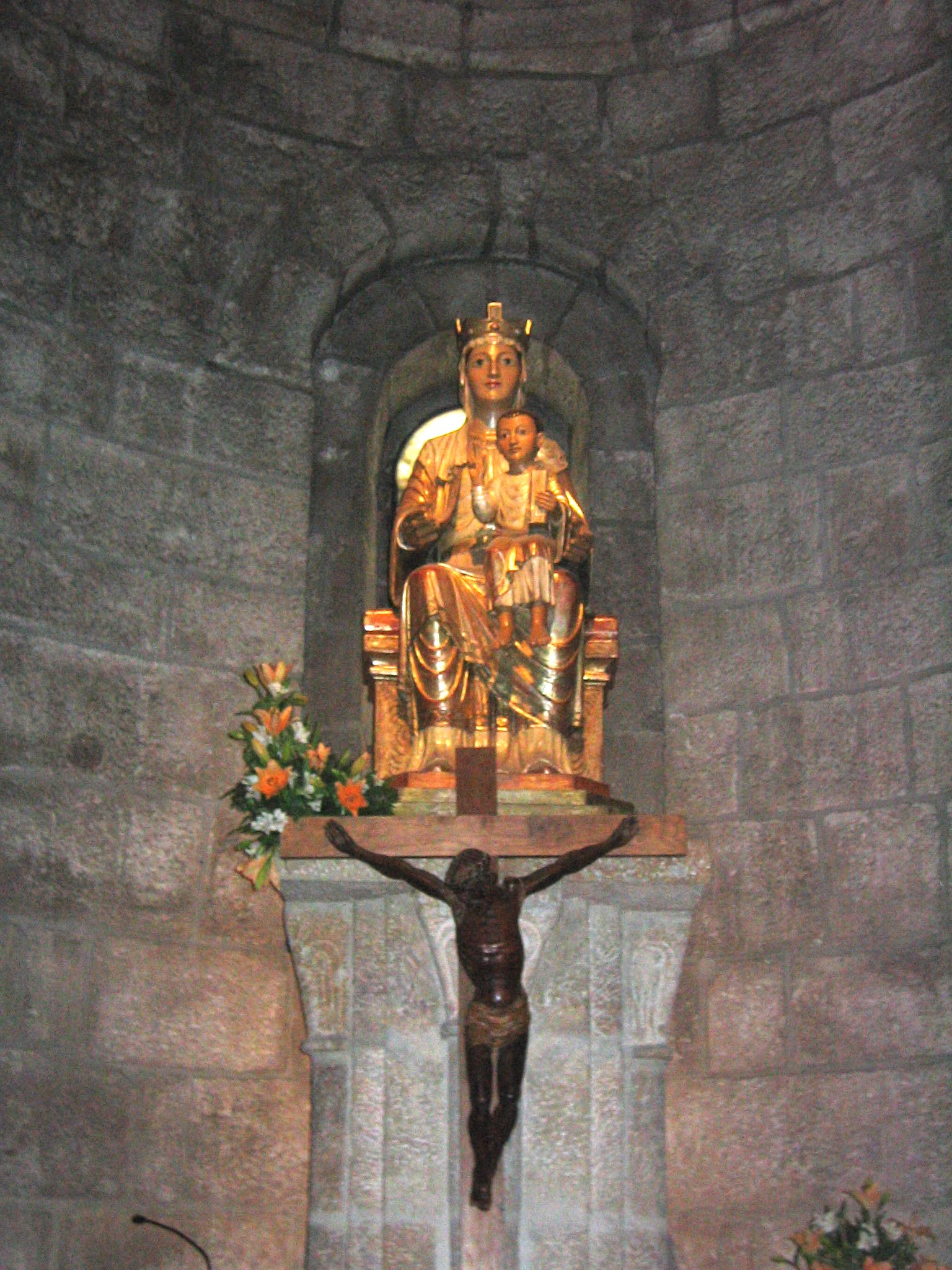
聖母子像
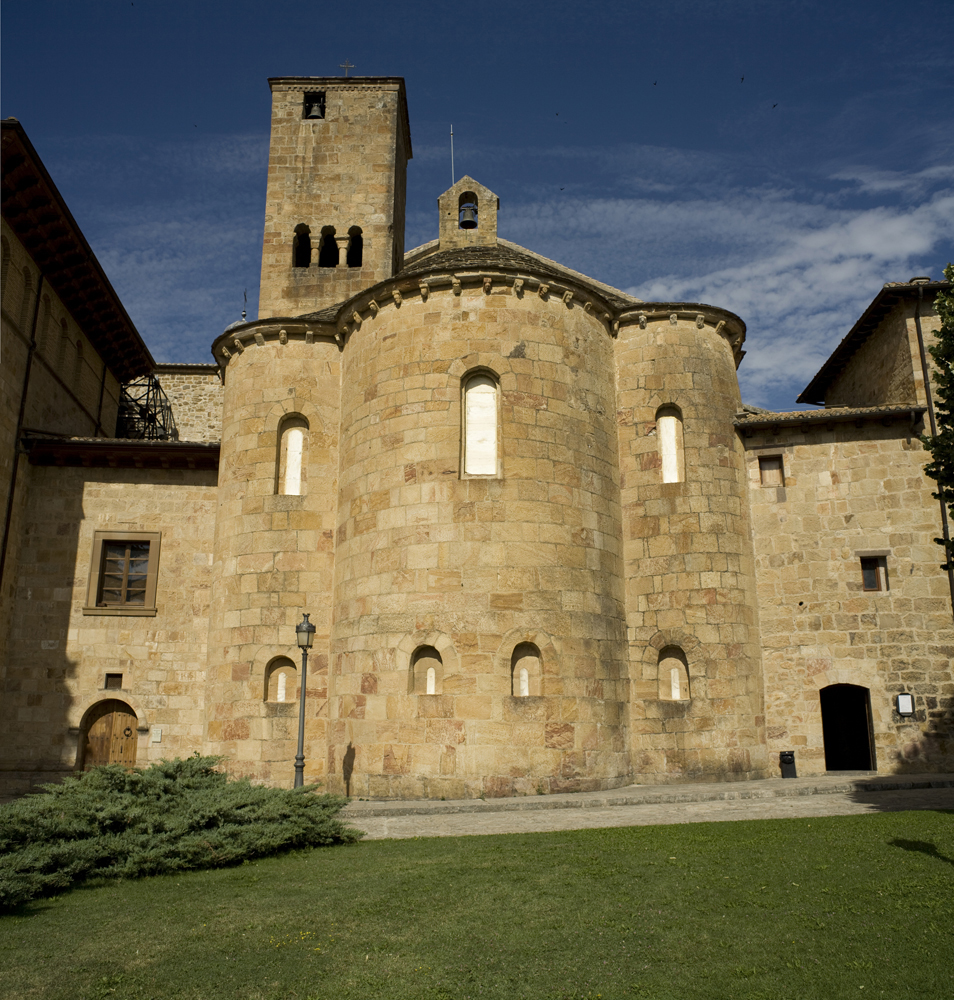
後陣の外観
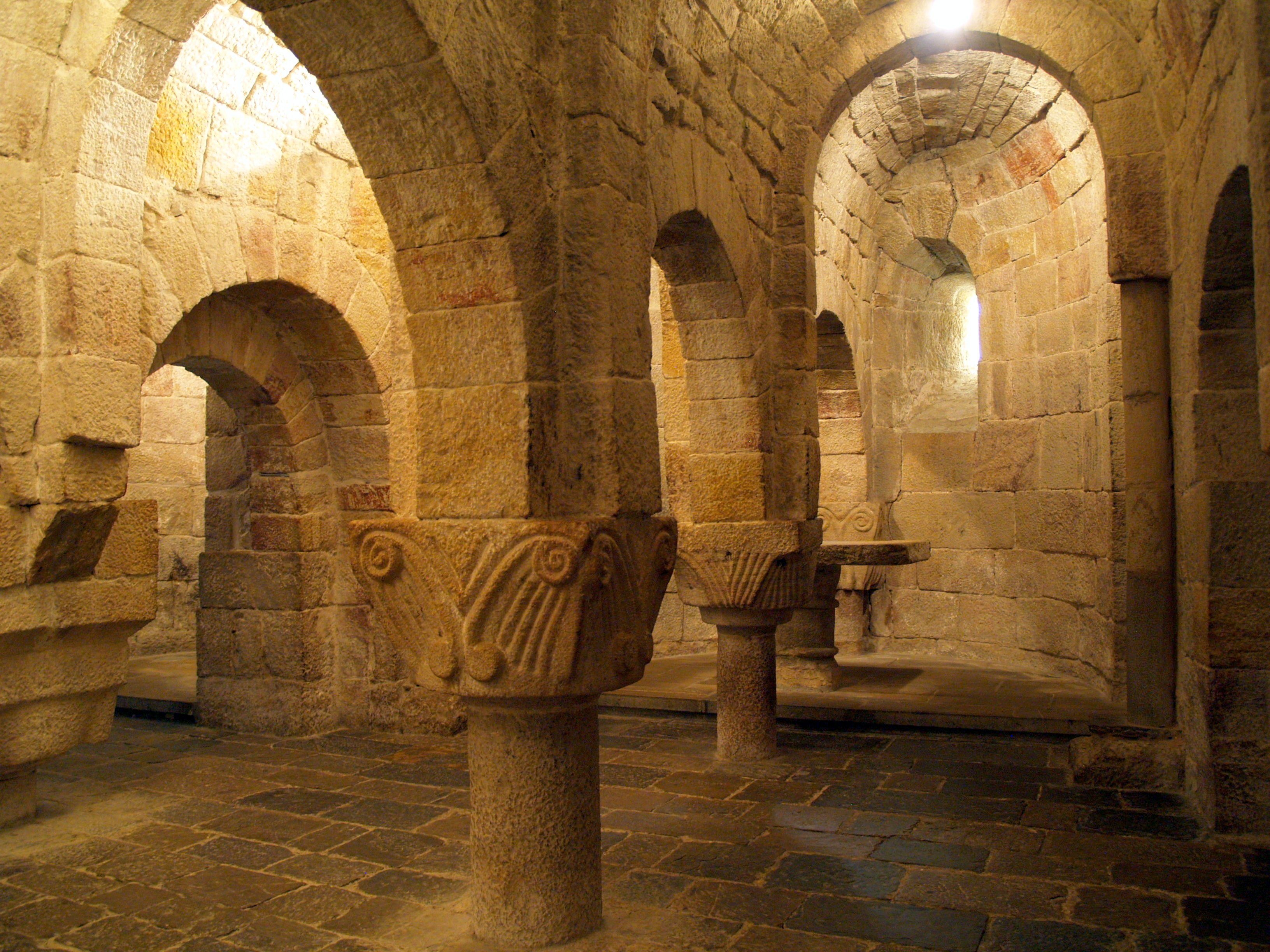
クリプト